# Snow White's Scary Adventures

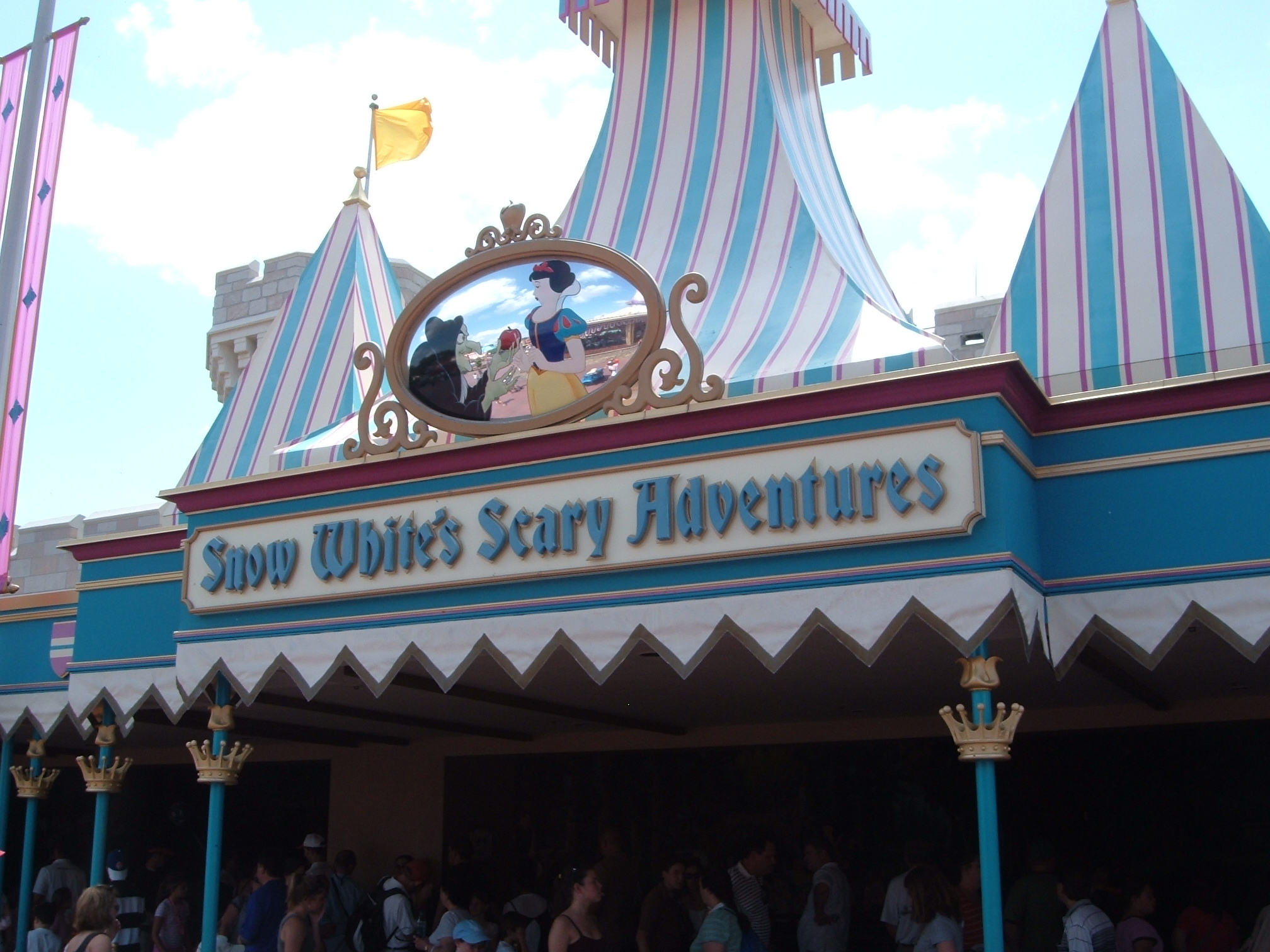
Insegna all'entrata dell'attrazione

Snow White's Scary Adventures è un'attrazione della tipologia Treno fantasma presente nei parchi Disneyland, Disneyland Paris, Tokyo Disneyland e in precedenza anche nel Magic Kingdom di Walt Disney World Resort. Si tratta di una delle pochissime attrazioni comuni a tutti i parchi a tema Disney, nonché una delle poche a essere stata ideata da Walt Disney stesso e dunque presente nel primo parco sin dal giorno della sua apertura (anche se la versione attuale è più recente). L'attrazione è basata su Biancaneve e i sette nani, primo lungometraggio del grande cineasta. In tutti i parchi si trova nell'area denominata Fantasyland.

## Storia dell'attrazione
Fu Walt Disney stesso a pensare, in fase di progettazione del suo primo parco, alcune attrazioni che permettessero ai visitatori di "entrare" in alcuni dei suoi più famosi film; una, in particolare, desiderava fosse dedicata a Biancaneve, suo primo lungometraggio animato, sul quale si basava la sua intera fortuna e quindi anche i finanziamenti del parco.
I suoi imagineers progettarono quindi tre dark ride: Peter Pan's Flight, dedicata a Le avventure di Peter Pan, Mr. Toad's Wild Ride dedicata a Le avventure di Ichabod e Mr. Toad  e, per l'appunto, Snow White's Scary Adventure (che inizialmente era intitolata Snow White and Her Adventures).
Le tre attrazioni aprirono il giorno stesso dell'inaugurazione del parco; tuttavia mentre le prime due ottennero da subito un grande successo, Snow White lasciava i visitatori con l'amaro in bocca.
Gli imagineers avevano infatti ideato le attrazioni in modo che il visitatore non si limitasse ad entrare nella storia del personaggio, ma che potesse vivere in prima persona le situazioni della sua favola: in pratica, il concetto era che lo spettatore dovesse essere Peter Pan, Mr. Toad o Biancaneve.
Per le prime due attrazioni l'obiettivo fu raggiunto, poiché esse comprendevano effetti speciali per l'epoca molto avanzati (in Peter Pan il visitatore viaggiava su vetture sospese agganciate a un binario sul soffitto, che donano la sensazione di volare); per Biancaneve, che invece era un percorso classico a bordo di vagoncini nella tradizionale fiaba, la gente si domandava spesso per quale motivo non comparisse la principessa.
Nel 1971 aprì a Walt Disney World col nome di Snow White's Adventures, ma presentava numerose differenze rispetto alla versione originale: piuttosto che raccontare la storia del film, infatti, ne metteva in risalto gli aspetti spaventosi, rendendola di fatto una Horror House. Anche in questo caso non appariva Biancaneve, e addirittura nemmeno il Principe; i Sette Nani erano visti una sola volta, mentre la Strega appariva ben 7 volte, gridando e minacciando i visitatori.
Nel 1983 area di Fantasyland di Disneyland fu totalmente modificata, con l'apertura tra l'altro di una quarta dark ride dal nome Pinocchio's Daring Journey ispirata al film Pinocchio. In tale occasione anche Snow White fu sottoposta a numerose modifiche: la principale fu l'introduzione di un animatroni di Biancaneve; inoltre la struttura esterna dell'attrazione fu ridisegnata in modo da ricordare il Castello della Strega. In questa occasione fu anche cambiato il nome dell'attrazione nell'attuale, cosa che avvenne anche nella versione di Disney World.
Nello stesso anno l'attrazione aprì a Tokio Disneyland, in una versione che riprendeva direttamente le ultime modifiche apportate.
Nel 1992 aprì Disneyland Paris e tra le attrazioni presenti all'opening day c'era anche una versione di Snow White, qui però chiamata Blanche Neige et le Sept Nains. La versione di Disneyland Paris era sostanzialmente identica alle prime tre, ma presentava alcune modifiche sostanziali: innanzitutto Biancaneve era maggiormente presente (ben tre volte durante il percorso); inoltre, la versione di Disneyland e Tokio terminavano bruscamente dopo la scena della morte della Strega. A Parigi, prima di scendere nella stazione di imbarco, i visitatori vedevano degli animatroni dei personaggi principali che li salutavano da un ponte. 
Nel 1994 la versione di Walt Disney World fu modificata pesantemente: i toni spaventosi furono completamente abbandonati, e l'attrazione fu resa del tutto simile a quella delle altre tre controparti. Fu aggiunta anche una scena in esse non presente: quella del Principe che bacia Biancaneve. 
Nel 2012 Snow White di Disney World chiuse i battenti nell'ambito del progetto di riqualificazione di Fantasyland. Alcuni elementi dell'attrazione furono reimpiegati nella nuova The Seven Dwarfs' Mine, attrazione di nuova concezione ispirata allo stesso film. Negli altri parchi Disneyland ancora presente e continua a riscuotere notevole successo.

## L'attrazione
L'attrazione appartiene alla tipologia delle dark ride: si tratta di un percorso da compiere in appositi vagoncini su binari che porta i visitatori in alcune scene tratte dal film. Le scene sono realizzate principalmente con diorami o fondali dipinti, con suppellettili realizzate su modello di quelle viste nel lungometraggio animato e soprattutto con un massiccio utilizzo di animatroni ed effetti speciali. Durante il percorso si possono sentire canzoni e dialoghi originali tratti dal film.
L'intero percorso è collocato all'interno di un capannone la cui facciata è scenografata in modo da sembrare il Castello della Strega; il retro non è invece visibile ai visitatori.
Il percorso dura circa 2 minuti e 30 secondi.

### Disneyland
La versione di Disneyland è quella su cui si basano tutte le altre. Sulla facciata campeggia una finestra dalla quale ogni tanto si affaccia un animatrone della Regina cattiva Grimilde. L'esperienza di visita ha inizio nella queue-line, dove il visitatore può vedere alcuni elementi del film: il libro magico delle pozioni e una mela dorata che, se sfiorata, fa partire l'audio di una risata della Strega.
Sul muro della stazione d'imbarco campeggia un dipinto parietale che raffigura i personaggi del film; i vagoncini su cui il visitatore salirà hanno la forma dei letti dei Sette Nani, e ciascuno di essi reca il nome di un Nano. I vagoncini hanno quattro posti (sei a Parigi e Tokyo).
Una volta imbarcati, i visitatori entreranno nella casetta dei Sette Nani; qui vedranno Biancaneve salire le scale che portano al secondo piano, seguita da alcuni animaletti; al piano inferiore i Sette Nani cantano e danzano The Silly Song. Nell'uscire, passeranno davanti alla Regina che dice di voler essere "la più bella del reame".
Si passa poi alla miniera dei Sette Nani, piena di diamanti colorati e luccicanti; tramite un passaggio vegetale su cui sono appollaiati due avvoltoi si arriva nel Castello della Strega, dove la Regina si sta ammirando allo Specchio Magico; improvvisamente si volta verso gli spettatori ed è diventata un'orribile Strega. Attraverso le prigioni i visitatori arrivano al suo laboratorio, dove estrae da un calderone la Mela Avvelenata.
I vagoncini seguono la Strega mentre attraversa la foresta e successivamente un lago a bordo di una barca; di nuovo nella casetta dei Sette Nani, la vedono porgere la Mela Avvelenata.
Subito dopo si vedono i Sette Nani inseguirla e lei che tenta di schiacciarli con un masso, ma un fulmine la blocca e si sente il suo urlo mentre cade.
I vagoni escono quindi di nuovo all'esterno, dove un libro reca la scritta "... E vissero per sempre felici e contenti", con le sagome di Biancaneve e del Principe.

### Walt Disney World
Come detto in precedenza, la prima versione dell'attrazione a Disney World era decisamente diversa da quella di Disneyland e da tutte le altre: presentava infatti le scene più tetre del film e gli ambienti più spaventosi. Il visitatore passava attraverso la Foresta, il Castello della Regina, le Prigioni, il Laboratorio Segreto, la Miniera dei Sette Nani e la loro casetta. Il percorso non seguiva la trama del film. Solo la scena della trasformazione della Regina in Strega e la preparazione della Mela Avvelenata erano simili a quelle di Disneyland.
Quando riaprì nel 1994, l'attrazione era decisamente la più completa rispetto a tutte le altre: prevedeva infatti molti più effetti speciali, degli animatroni più rifiniti e seguiva molto più da vicino la trama originale. C'era ad esempio una scena iniziale con Biancaneve che puliva il cortile del castello, la scena in cui il Cacciatore la faceva fuggire e il bacio finale; prima di scendere dai vagoncini c'erano gli animatroni di Biancaneve, i Sette Nani e il Principe che salutavano i visitatori. 

### Disneyland Paris
La versione di Disneyland Paris è del tutto identica a quella di Disneyland, se non per il fatto che i dialoghi siano in francese. Diversa anche la scena finale, con i personaggi che salutano dal ponte. 

### Tokyo Disneyland
La versione giapponese di questa attrazione si presenta come un mix di quella di Disneyland e di quella di Walt Disney World prima del restyling del 1994.
La scansione delle scene è infatti diversa: tutte le scene della Strega sono infatti spostate all'inizio della visita; sono inoltre recuperati alcuni effetti speciali della versione Disney World pre-1994.
Le scenografie sono leggermente diverse (più consone all'arte giapponese) e i dialoghi sono recitati in giapponese.

## Effetti speciali
- La celebre scena della trasformazione della Regina in strega, presente in tutte le versioni, è ottenuta con due animatroni rotanti, posti uno davanti e l'altro dietro allo "specchio", che in realtà è una lastra di vetro trasparente. Il visitatore ha la sensazione che quello nello specchio sia il riflesso dell'altro, mentre in realtà quest'ultimo ha le sembianze della Strega.
- Nei primi anni di attività dell'attrazione i visitatori avevano l'abitudine di sporgersi per toccare la Mela Avvelenata che la Strega estrae dal suo calderone; spesso così facendo la rompevano o addirittura riuscivano a staccarla e portarsela a casa come souvenir. Durante il restyling del 1983 si ovviò a questo problema eliminando la Mela "vera" e sostituendola con una "olografica" ottenuta mediante uno specchio stroboscopico. Oggi, se il visitatore riesce ad avvicinarsi alla Mela, avrà la sorpresa di "passarci attraverso".

Questo espediente fu adottato anche a Walt Disney World, mentre a Tokyo e Parigi la Strega fu arretrata in modo da trovarsi abbastanza lontano dai visitatori.